# بروت للإنتاج
كانت بروت للإنتاج شركة إنتاج أفلام. كانت شركة الإنتاج هذه فرعًا من مستحضرات التجميل فابرجيه تحت قيادة جورج باري.  

## مواقع أخرى
- برود برودكشنز في BFI